# Машвинго (град)
Машвинго (енгл. Masvingo) је главни град истоимене провинције. Има око 60.000 становника. Град се налази у близини Великог Зимбабвеа, националног споменика по коме је земља добила име и близу језера Мутирикви. Кажу да се први крикет меч у Зимбабвеу одиграо у близини, 1890. Машивинго је смештен у сушном подручју са просечном количином падавина од 600 мм/год.

## Становништво
| Година       |
| Становништво |
| ------------ |

Број становника је износио око 15.000, 1970. 30.523, 1982. и порастао је на 51.743, 1992. Износио је приближно 58.000, 2002. и каже се да је прешао вредност од 100.000, 2008. године.

## Партнерски градови
- Мидлсбро
- Кернен им Ремстал